# Visão

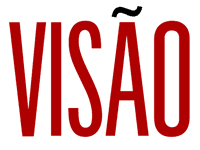
Logo de la revista

Visão es una revista portuguesa de información general creada en 1993, muy popular en Portugal. Es una publicacíon semanal con informacións del país y del mundo. Pertenece a Edimpresa, grupo liderado por Francisco Pinto Balsemão. Su primer director fue Cáceres Monteiro y actualmente la dirige Pedro Camacho.